# スペクトル漏れ
スペクトル漏れ（英: Spectral leakage）とは、信号をスペクトル分析したとき、本来の信号には含まれていないはずの周波数成分でわずかなエネルギーが観測される現象。本来の信号スペクトルから周囲の周波数に漏れ出すようにエネルギーが観測されることから、このように言う。

## 誤解
スペクトル漏れが離散フーリエ変換によって生じ、窓関数によってそれを緩和するという誤った認識をされていることがある。実際には窓関数がスペクトル漏れの根本原因であり、離散フーリエ変換は漏れがないかのような錯覚を起こさせる手法である。また、矩形窓が必要とされ、信号のスペクトル要素は離散フーリエ変換の基本関数に一致する必要がある。しかし、窓関数を通した信号のフーリエ変換を実際に行うと、常にスペクトル漏れがあることが明らかになる。

## 形成
矩形以外の窓関数はスペクトル漏れを増大させるが、場合によっては最も被害の少ない場所に漏れが生じるよう設計することもできる。一般に、周波数の近い同程度の強さの信号を識別することと、異なる周波数の異なる強さの信号を識別することはトレードオフの関係にある。